# Национальный банк Таджикистана
Национальный банк Таджикистана (тадж. Бонки миллии Тоҷикистон) — центральный, эмиссионный, резервный банк Республики Таджикистан, входящий в общую банковскую систему страны.

## История
Национальный банк Таджикистана был создан Указом Верховного Совета Республики Таджикистан от 28 июня 1991 года на базе Управления Государственного банка Советского Союза в Таджикской ССР. В 1991 году он получил название «Национальный банк Республики Таджикистан», а в 1996 году — «Национальный банк Таджикистана». 23 мая 1998 года Верховное Собрание Республики Таджикистан приняло Закон Республики Таджикистан «О банках и банковской деятельности», который был одобрен Президентом Республики Таджикистан. Полномочия Национального банка Таджикистана определяются на основании закона.
Национальный банк Таджикистана является самостоятельным юридическим лицом, он не несёт ответственность по обязательствам Республики Таджикистан, принятым без его согласия.
Банк находится в собственности республики и подотчётен перед Парламентом Таджикистана — Маджлиси намояндагон Маджлиси Оли Республики Таджикистан.
Председатель Национального банка Таджикистана — Толибзода Фирдавс Назримад (с 21 января 2024 года).

## Функции
Основными целями Национального банка Таджикистана являются:
поддержание стабильного уровня цен в пределах своей юрисдикции;
развитие и укрепление банковской системы страны;
способствование эффективной и регулярной работе платежной системы.
Основные функциями Национального банка Таджикистана являются:
- разрабатывает и реализует денежно-кредитную политику Таджикистана;
- выступает банкиром государства и его финансовым представителем;
- проводит экономический и финансовый анализ, на его основе вносит предложения в Правительство Таджикистана, доводит результаты анализа до сведения общественности;
- выдает лицензии банкам и небанковским кредитным организациям на осуществление банковских операций, регулирует и контролирует их деятельность;
- для кредитных организаций – это полномочия конечного кредитора;
- организует платежные системы, клиринговые, расчетные и денежные услуги в Таджикистане, регулирует и контролирует их деятельность;
- осуществляет выпуск (эмиссию) денег монопольным (монопольным) способом, пускает их в обращение и изымает из обращения;
- поддерживает и управляет международными ресурсами, имеющимися в его распоряжении;
- принимает на себя обязательства от имени Таджикистана и осуществляет операции, вытекающие из участия Республики Таджикистан в деятельности международных организаций в сфере банковских и валютных отношений в соответствии с международными соглашениями;
- готовит платежный баланс государства;
- осуществляет иные банковские операции и иные обязанности, предусмотренные законодательством

## Правовой статус
Основой банковского законодательства Таджикистана являются Закон Республики Таджикистан «О Национальном банке Таджикистана» и Закон Республики Таджикистан «О банковской деятельности». Правовой статус Национального банка Таджикистана, методы его организации, основные задачи, взаимодействие с государственными органами, основные цели и инструменты денежно-кредитной политики, методы банковского регулирования и контроля, процедуры реструктуризации и ликвидации кредитных организаций, организация денежного обращения и расчетов, а также другие задачи и полномочия Национального банка Таджикистана определяются Законом Республики Таджикистан «О Национальном банке Таджикистана».

## Полномочия
Национальный банк Таджикистана является независимым юридическим лицом и в целях выполнения своих задач может создавать организации, обладающие правами юридического лица, приобретать здания, сооружения или другое имущество, необходимое для его деятельности.
Национальный банк Таджикистана не отвечает по обязательствам Республики Таджикистан, принятым без согласия Национального банка Таджикистана.
Государство гарантирует защиту законных имущественных прав Национального банка Таджикистана и не может конфисковать его имущество, средства, денежные инструменты или уменьшить его уставный капитал.
Национальный банк Таджикистана организует и осуществляет свою деятельность самостоятельно и обладает суверенитетом в пределах полномочий, предоставленных ему законом. Представительные и исполнительные органы власти не имеют права вмешиваться в деятельность Национального банка Таджикистана и его подразделений при осуществлении предусмотренных законом полномочий.
Национальный банк Таджикистана может по своему усмотрению открывать филиалы и представительства в стране и за рубежом. Национальный банк Таджикистана может предоставлять банковские услуги иностранным, правительственным, финансовым и банковским учреждениям, а также международным организациям, в которых участвует Национальный банк Таджикистана или Республика Таджикистан.
Национальный банк Таджикистана в пределах своих полномочий представителя Республики Таджикистан может принимать на себя обязательства и осуществлять операции, связанные с участием Республики Таджикистан в международных организациях.
Национальный банк Таджикистана подчиняется Маджлиси намадёны Маджлиси Оли Республики Таджикистан, который утверждает распоряжения Президента Республики Таджикистан о назначении и освобождении от должности Председателя Национального банка Таджикистана и его заместителей. рассматривает годовой отчёт, представленный Национальным банком Таджикистана, и аудиторский отчёт.

## Филиалы и представительства
Национальный банк Таджикистана имеет 5 региональных филиалов в городах Худжанд, Бохтар, Куляб, Хорог, Гарм и 1 представительство в Российской Федерации.

## Деньги
Указом Президента Таджикистана от 26 октября 2000 года №415 от 2000 года национальной валютой страны является сомони (банкноты номиналом 1,5, 10, 20, 100 сомони и его мелкие монеты номиналом 1,5, 20, 50 дирамов) и на основании Указа Президента Таджикистана от 28 августа 2001 года и от 3 сентября того же года металлические монеты номиналом 1, 3, 5 , сомони и 5, 10, 20, 25, 50 дирамов были введены в обращение. Данная реформа явлалась логическим завершением периода восстановления банковской сети, становления денежно-кредитной политики и организации национальной денежной системы и способствовала развитию, совершенствованию, расширению и всестороннему развитию финансового сектора страны и экономики Таджикистана.

## Достижения
Национальный банк Таджикистана в 1997 году с целью развития платежной системы разработал и реализовал обширную программу «Подготовка отчетных таблиц денежных потоков в Республике Таджикистан» и Положение «об организации межбанковских расчетов по системе электронных платежей». В июле 1999 года он был принят в международную организацию SWIFT и присоединен к системе INTERNET, которая является важным событием в банковской системе Таджикистана.

## Опросы НБТ
Научно – исследовательский институт при НБТ провел опрос среди населения республики с целью определения причин, условий и факторов снижения доверия населения к  кредитным финансовым организациям (КФО) в феврале 2021 года. По результатам анализа итоговых данных ответов, полученных респондентами, был сделан вывод о том, что доля пользователей услуг КФО за последние два года составила 79,0%. В основном они пользуются такими услугами, как получение кредитов, перевод средств, получение платежных карт, внесение депозитов и открытие счета. За последние два года 21,0% респондентов не пользуются услугами КФО.